# Hrvatski nogometni kup 2015/16
Der Hrvatski nogometni kup 2015/16 war der 25. Wettbewerb um den kroatischen Fußballpokal nach der Loslösung des kroatischen Fußballverbandes aus dem jugoslawischen Fußballverband.
Titelverteidiger Dinamo Zagreb setzte sich im Finale gegen den NK Slaven Belupo durch. Es war Dinamos 13. Pokalsieg im unabhängigen Kroatien und der 20. insgesamt.

## Modus
Bis auf das Halbfinale wurden die Sieger in einem Spiel ermittelt. Stand es nach der regulären Spielzeit von 90 Minuten unentschieden, kam es zur Verlängerung von zweimal 15 Minuten und falls danach immer noch kein Sieger feststand zum Elfmeterschießen.
Das Halbfinale wurde in Hin- und Rückspiele ausgetragen. Bei gleicher Anzahl an Toren aus beiden Spielen kam die Mannschaft weiter, die auswärts mehr Tore erzielt hatte. Herrschte auch hier Gleichstand, kam auch hier zunächst eine Verlängerung und falls erforderlich ein Elfmeterschießen zur Ermittlung des Siegers.

## Teilnehmer
An der Vorrunde
- 21 Sieger des Bezirkspokals
- 11 Finalisten des Bezirkspokals aus den Fußballverbänden mit der größten Anzahl registrierter Fußballclubs

| Bezirk              | Sieger                 | Finalist                   |
| ------------------- | ---------------------- | -------------------------- |
| Bjelovar-Bilogora   | NK Mladost Ždralovi    |                            |
| Brod-Posavina       | NK Sloga Nova Gradiška | NK Omladinac Gornja Vrba   |
| Dubrovnik-Neretva   | NK BŠK Zmaj Blato      |                            |
| Istrien             | NK Jadran Poreč        | NK Funtana                 |
| Karlovac            | NK Duga Resa 1929      |                            |
| Koprivnica-Križevci | NK Koprivnica          | NK Tehničar 1974 Cvetkovec |
| Krapina-Zagorje     | NK Oštrc Zlatar        |                            |
| Lika-Senj           | NK Nehaj Senj          |                            |
| Međimurje           | NK Nedelišće           | NK Sloga Čakovec           |
| Osijek-Baranja      | NK BSK Bijelo Brdo     | NK Croatia Đakovo          |
| Požega-Slawonien    | NK Slavonija Požega    |                            |

| Bezirk               | Sieger                       | Finalist                |
| -------------------- | ---------------------------- | ----------------------- |
| Primorje-Gorski      | NK Opatija                   |                         |
| Sisak-Moslavina      | HNK Segesta Sisak            | NK Lekenik              |
| Split-Dalmatien      | NK Mosor Žrnovnica           |                         |
| Šibenik-Knin         | NK Zagora Unešić             |                         |
| Varaždin             | NK Bednja Beletinec          | NK Polet Cestica        |
| Virovitica-Podravina | NK Croatia Grabrovnica       | HNK Suhopolje           |
| Vukovar-Syrmien      | NK Vuteks-Sloga Vukovar      | NK Sloga Novi Mikanovci |
| Zadar                | HNK Primorac Biograd na Moru |                         |
| Stadt Zagreb         | NK Naftaš HAŠK Zagreb        | NK ZET Zagreb           |
| Zagreb               | HNK Gorica                   | NK Bistra               |

Am Sechzehntelfinale
- Die 16 punktbesten Vereine der Fünfjahres-Pokalwertung. (63 Punkte für den Pokalsieger, 31 für den unterlegenen Finalisten, 15 für die Halbfinalisten, 7 für die Viertelfinalisten, 3 für die Achtelfinalisten und 1 Punkt für die Sechzehntelfinalisten.)

| - 1. Dinamo Zagreb (175) - 2. Hajduk Split (143) - 3. HNK Rijeka (81) - 4. NK Osijek (59) | - 5. NK Slaven Belupo (55) - 6. NK Varaždin (50) - 7. Cibalia Vinkovci (49) - 8. HNK Šibenik (37) | - 09. NK Istra 1961 (35) - 10. NK Zagreb (35) - 11. Lokomotiva Zagreb (32) - 12. Inter Zaprešić (17) | - 13. NK Zadar (15) - 14. NK Pomorac Kostrena (13) - 15. NK Vinogradar Lokošin Dol (13) - 16. NK Karlovac 1 (9) - 17. NK Zelina 2 (8) |

## Ergebnisse

### Vorrunde
Die Spiele fanden am 25. und 26. August 2015 statt.
|                          | Ergebnis              |                              |
| ------------------------ | --------------------- | ---------------------------- |
| NK Zagora Unešić         | 2:3                   | HNK Gorica                   |
| NK Jadran Poreč          | 4:1                   | NK ZET Zagreb                |
| NK Koprivnica            | 0:2                   | NK Naftaš HAŠK Zagreb        |
| NK Oštrc Zlatar          | 1:0                   | NK Mosor Žrnovnica           |
| NK Duga Resa 1929        | 2:2 n. V. (5:3 i. E.) | NK Slavonija Požega          |
| NK Bistra                | 1:5                   | NK Lekenik                   |
| HNK Segesta Sisak        | 0:1                   | NK Mladost Ždralovi          |
| NK Croatia Grabrovnica   | 4:0                   | NK Sloga Čakovec             |
| HNK Suhopolje            | 0:2                   | NK Tehničar 1974 Cvetkovec   |
| NK Vuteks-Sloga Vukovar  | 1:2                   | NK Funtana                   |
| NK Omladinac Gornja Vrba | 6:1                   | NK Sloga Novi Mikanovci      |
| NK Nedelišće             | 3:3 n. V. (3:5 i. E.) | NK Sloga Nova Gradiška       |
| NK BŠK Zmaj Blato        | 4:1 n. V.             | NK Croatia Đakovo            |
| NK Opatija               | 5:1                   | NK Polet Cestica             |
| NK Bednja Beletinec      | 3:3 n. V. (5:3 i. E.) | HNK Primorac Biograd na Moru |
| NK Nehaj Senj            | 3:2                   | NK BSK Bijelo Brdo           |

### Sechzehntelfinale
Die Spiele fanden am 22. und 23. September 2015 statt.
|                            | Ergebnis              |                           |
| -------------------------- | --------------------- | ------------------------- |
| NK Oštrc Zlatar            | 1:7                   | Dinamo Zagreb             |
| NK Duga Resa 1929          | 1:3                   | NK Osijek                 |
| NK Jadran Poreč            | 0:3                   | NK Zadar                  |
| NK BŠK Zmaj Blato          | 2:3                   | Inter Zaprešić            |
| NK Sloga Nova Gradiška     | 0:7                   | Hajduk Split              |
| NK Bednja Beletinec        | 00:10                 | HNK Rijeka                |
| NK Tehničar 1974 Cvetkovec | 0:3                   | NK Slaven Belupo          |
| NK Omladinac Gornja Vrba   | 0:6                   | Cibalia Vinkovci          |
| NK Nehaj Senj              | 0:8                   | Lokomotiva Zagreb         |
| NK Croatia Grabrovnica     | 0:2                   | NK Istra 1961             |
| NK Funtana                 | 0:3                   | NK Zagreb                 |
| NK Lekenik                 | 1:0 n. V.             | NK Vinogradar Lokošin Dol |
| HNK Gorica                 | 0:0 n. V. (4:5 i. E.) | HNK Šibenik               |
| NK Opatija                 | 4:0                   | NK Zelina                 |
| NK Mladost Ždralovi        | 3:0 1                 | VŠNK Varaždin             |
| NK Pomorac Kostrena        | 0:3 2                 | NK Naftaš HAŠK Zagreb     |

### Achtelfinale
Die Spiele fanden am 27. und 28. Oktober 2015 statt.
|                       | Ergebnis              |                   |
| --------------------- | --------------------- | ----------------- |
| NK Mladost Ždralovi   | 1:3                   | Dinamo Zagreb     |
| HNK Šibenik           | 0:2                   | NK Slaven Belupo  |
| Inter Zaprešić        | 0:0 n. V. (4:3 i. E.) | Cibalia Vinkovci  |
| NK Lekenik            | 1:5                   | Hajduk Split      |
| NK Opatija            | 0:3                   | HNK Rijeka        |
| NK Naftaš HAŠK Zagreb | 0:2                   | NK Osijek         |
| NK Zadar              | 2:2 n. V. (4:5 i. E.) | Lokomotiva Zagreb |
| NK Zagreb             | 2:1 n. V.             | NK Istra 1961     |

### Viertelfinale
Die Hinspiele fanden zwischen dem 2. Dezember 2015 und 10. Februar 2016 statt.
|                   | Ergebnis              |               |
| ----------------- | --------------------- | ------------- |
| NK Zagreb         | 1:2                   | Hajduk Split  |
| NK Slaven Belupo  | 1:1 n. V. (4:1 i. E.) | NK Osijek     |
| Lokomotiva Zagreb | 0:1                   | HNK Rijeka    |
| Inter Zaprešić    | 0:1                   | Dinamo Zagreb |

### Halbfinale
Die Hinspiele fanden am 15. und 16. März 2016 statt, die Rückspiele am 5. und 6. April.
|              | Gesamt |                  | Hinspiel | Rückspiel |
| ------------ | ------ | ---------------- | -------- | --------- |
| HNK Rijeka   | 2:4    | NK Slaven Belupo | 2:1      | 0:3       |
| Hajduk Split | 0:6    | Dinamo Zagreb    | 0:2      | 0:4       |

### Finale
| Dinamo Zagreb                                | Dinamo Zagreb | NK Slaven Belupo | NK Slaven Belupo |
| -------------------------------------------- | --- | --- | ---------------- |
| Dinamo Zagreb                                | \| 10. Mai 2016 in Osijek (Stadion Gradski vrt) \| \| Ergebnis: 2:0 (1:0) \| \| Zuschauer: 2.282 \| \| Schiedsrichter: Ante Vučemilović-Šimunović \| \| Spielbericht \|                                                                                           | \| 10. Mai 2016 in Osijek (Stadion Gradski vrt) \| \| Ergebnis: 2:0 (1:0) \| \| Zuschauer: 2.282 \| \| Schiedsrichter: Ante Vučemilović-Šimunović \| \| Spielbericht \|                                    | NK Slaven Belupo |
| Dinamo Zagreb                                | Antonio Ježina – Alexandru Mățel, Borna Sosa, Leonardo Sigali, Gordon Schildenfeld – Marko Rog, Domagoj Antolić, Ante Ćorić (88. Ángelo Henríquez), Paulo Machado (72. Junior Fernándes) – Marko Pjaca, Hilal Soudani (72. Armin Hodžić) Cheftrainer: Zoran Mamić | Matjaž Rozman – Vedran Purić, Dino Štiglec, Božo Musa, Edson – Nikola Pokrivač, Nikola Jambor, Søren Christensen, Muzafer Ejupi – Filip Ozobić, Mateas Delić (69. Sandi Križman) Cheftrainer: Željko Kopić | NK Slaven Belupo |
| Dinamo Zagreb                                | 1:0 Marko Pjaca (31., Foulelfmeter) 2:1 Marko Rog (77.) | 1:1 Muzafer Ejupi (61.) | NK Slaven Belupo |
| Dinamo Zagreb                                | Sosa (55.), Machado (65.), Rog (78.) | Edson (30.), Ozobić (75.) | NK Slaven Belupo |
| 10. Mai 2016 in Osijek (Stadion Gradski vrt) | | |                  |
| Ergebnis: 2:0 (1:0)                          | | |                  |
| Zuschauer: 2.282                             | | |                  |
| Schiedsrichter: Ante Vučemilović-Šimunović   | | |                  |
| Spielbericht                                 | | |                  |

## Torschützenliste
| Pl. | Name            | Mannschaft             | Tore |
| --- | --------------- | ---------------------- | ---- |
| 01. | Marin Tomasov   | HNK Rijeka             | 5    |
| 02. | Roman Bezjak    | HNK Rijeka             | 4    |
| 03. | Josip Balen     | NK Lekenik             | 3    |
| 03. | Mijo Caktaš     | Hajduk Split           | 3    |
| 03. | Branko Čubrilo  | NK BŠK Zmaj Blato      | 3    |
| 03. | Muzafer Ejupi   | NK Slaven Belupo       | 3    |
| 03. | Armin Hodžić    | Dinamo Zagreb          | 3    |
| 03. | Marko Kepčija   | NK Jadran Poreč        | 3    |
| 03. | Mirko Marić     | Locomotiva Zagreb      | 3    |
| 03. | Ante Prižmić    | NK BŠK Zmaj Blato      | 3    |
| 03. | Hilal Soudani   | Dinamo Zagreb          | 3    |
| 03. | Tino-Sven Sušić | Hajduk Split           | 3    |
| 03. | Matej Vlaović   | NK Sloga Nova Gradiška | 3    |
| 03. | Niko Vlatković  | NK Opatija             | 3    |